# Jerzy Niedzielski

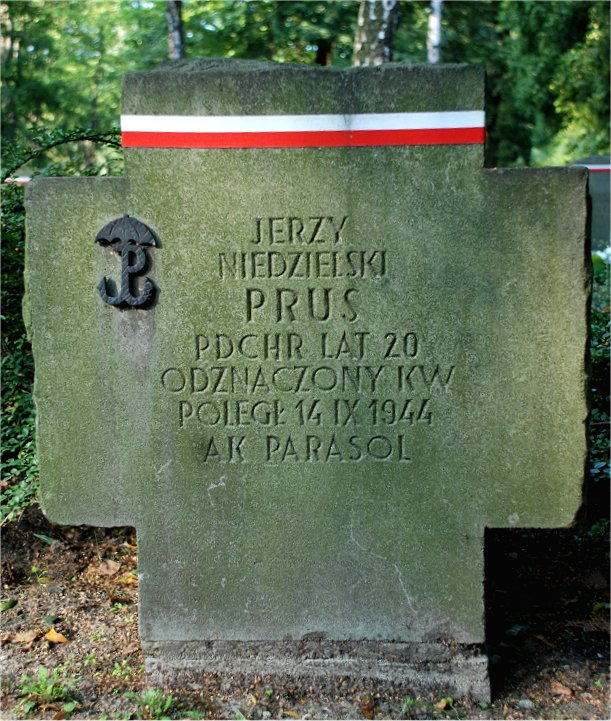
Mogiła na Powązkach Wojskowych

Jerzy Niedzielski, ps. Prus (ur. 17 lipca 1924 w Warszawie, zm. 14 września 1944 w Warszawie) – kapral podchorąży, uczestnik powstania warszawskiego jako żołnierz III plutonu w 3. kompanii batalionu „Parasol” Armii Krajowej.
Przed wojną i podczas okupacji niemieckiej należał do 24. Warszawskiej Drużyny Harcerskiej przy szkole powszechnej na ul. Drewnianej na warszawskim Powiślu. Od 1942 w Szarych Szeregach, a od 1943 w „Parasolu”. Wtedy też pracował w firmie Interprint.
Poległ w powstaniu warszawskim, 14 września 1944 w obronie gmachu PKO na rogu ul. Ludnej i Okrąg. Miał 20 lat. Pochowany w kwaterach żołnierzy i sanitariuszek batalionu „Parasol” na Wojskowych Powązkach w Warszawie (kwatera A24-10-3).
Odznaczony Krzyżem Walecznych.